# San Luis (Argentina)
 For alternative betydninger, se San Luis (flertydig). (Se også artikler, som begynder med San Luis)
San Luis er hovedstaden i den argentinske provins San Luis, som ligger i den centrale del af Argentina. Byen har omkring 169.947 (2010) indbyggere.